# Lago Beaverhill
Il lago Beaverhill 53°27′N 112°33′W (Cree: amisk-wa-chi-sakhahigan) è un lago della provincia canadese dell'Alberta. Si trova 70 km a sud-est della città di Edmonton. 
Ha una superficie di 139 km² e una profondità massima di soli 2, 3 metri.